# La Légende de Hong Gildong
La Légende de Hong Gildong (홍길동전, traduit aussi par L'Histoire de Hong Kiltong) est un roman coréen du début de la période Chosŏn écrit vers 1608-1613 . Souvent attribué à Heo Gyun, c'est l'une des premières fictions à utiliser l'alphabet hangul. 

## Synopsis
Le Hong Kiltong chǒn, malgré sa minceur, occupe une place considérable dans la littérature coréenne. Il est généralement considéré comme le premier roman coréen à part entière, en ceci au moins qu'il utilise l'alphabet autochtone et non plus les caractères chinois. Mais il est beaucoup plus que cela. 
Cette biographie fictive d'un fils d'aristocrate et d'une servante, donc d'un bâtard, touche à tous les aspects de la pensée et de la société coréennes du temps. Là où l'idéologie néo-confucéenne confite depuis des siècles interdit aux fils illégitimes de prétendre à toute carrière, Hǒ Kyun, pourtant produit parfait de cette société, plaide pour la supériorité de la valeur sur la naissance. Son héros, qui n'a pas même le droit d'appeler « père » son propre père, se révolte, fuit la capitale et prend la tête d'une troupe de brigands qui mettent à sac le pays, aidés en cela par les pouvoirs fantastiques dont le taoïsme a doté le héros. Lequel finira par quitter la Corée avec son armée, pour aller bâtir une sorte de paradis confucéen dans l'« océan du sud ». 
Ce faisant, Hǒ Kyun en profite pour régler ses comptes avec la politique du temps, en particulier avec l'incapacité de la cour à défendre le pays contre les invasions japonaises. Son auteur a fini sur l'échafaud.

## Traduction
- Hŏ, Kyun (1569-1618) (trad. Patrick Maurus, préf. Patrick Maurus), L'histoire de Hong Kiltong, Gallimard, coll. « Connaissance de l'Orient », 1994, 124 p., 19 cm. (ISBN 2-07-073603-2, SUDOC 01346308X).